# La Llagonne
La Llagonne (in catalano La Llaguna) è un comune francese di 252 abitanti situato nel dipartimento dei Pirenei Orientali nella regione dell'Occitania.

## Società

### Evoluzione demografica
Abitanti censiti